# Watts Lake
Watts Lake är en sjö i Antarktis. Den ligger i Östantarktis. Australien gör anspråk på området. Watts Lake ligger 15 meter över havet.
I övrigt finns följande vid Watts Lake:
- Ellis Rapids (ett vattendrag)